# Schloss Pellheim

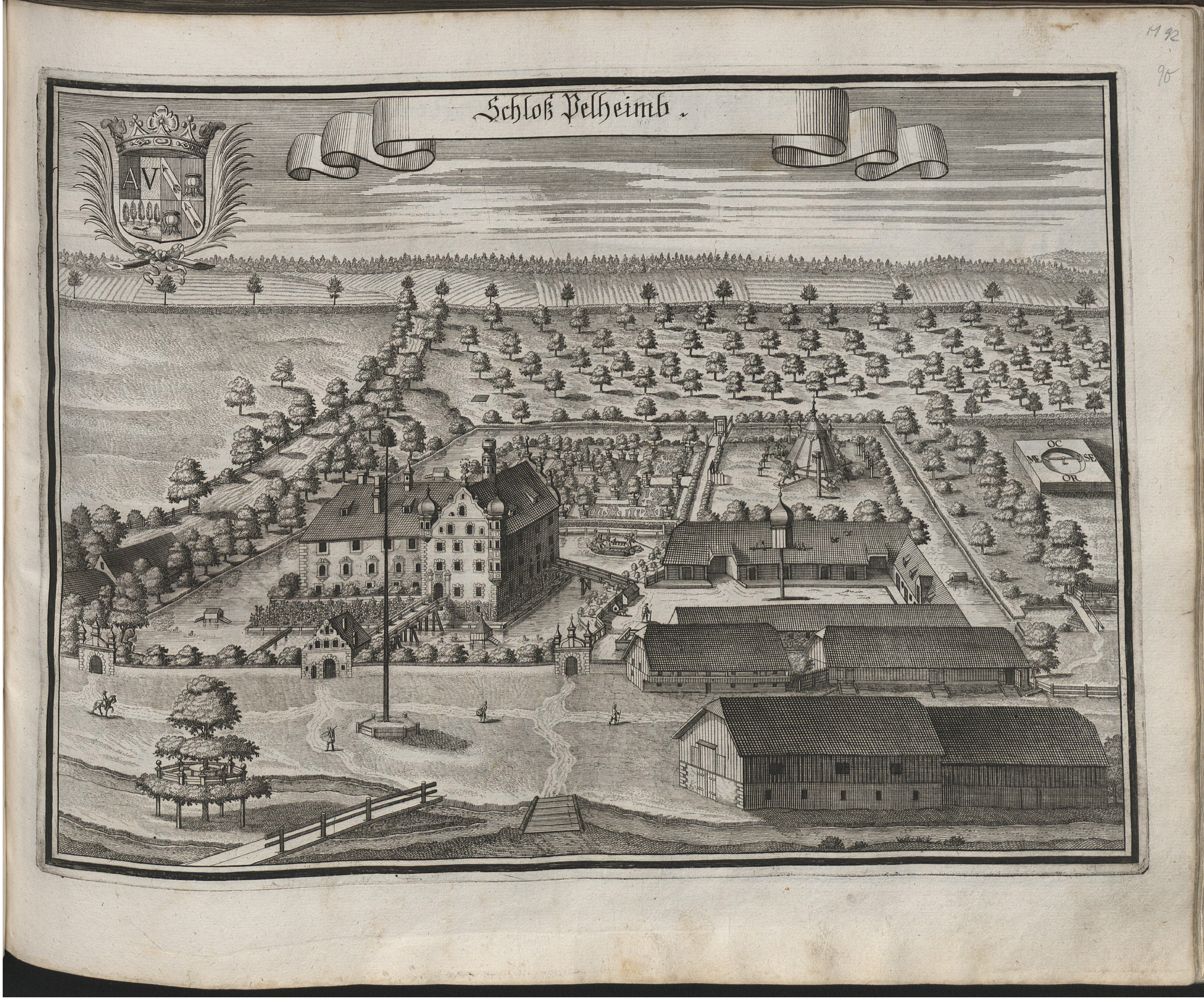
Schloss Pellheim um 1701 (nach Michael Wening)

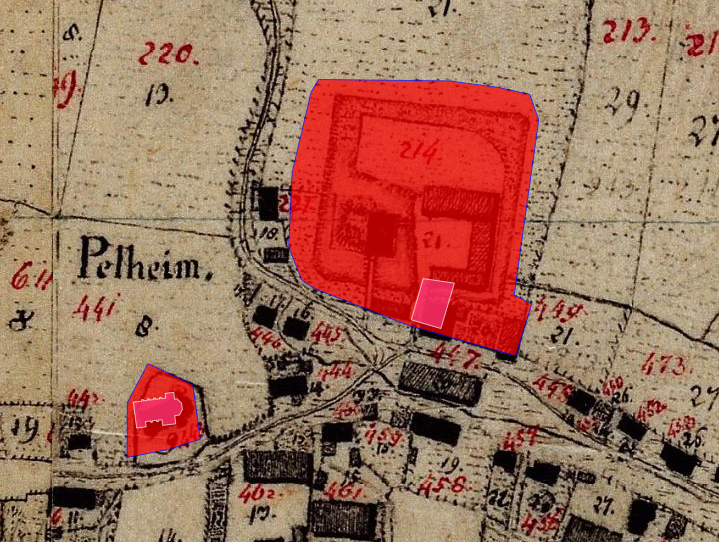
Lageplan von Schloss Pellheim auf dem Urkataster von Bayern

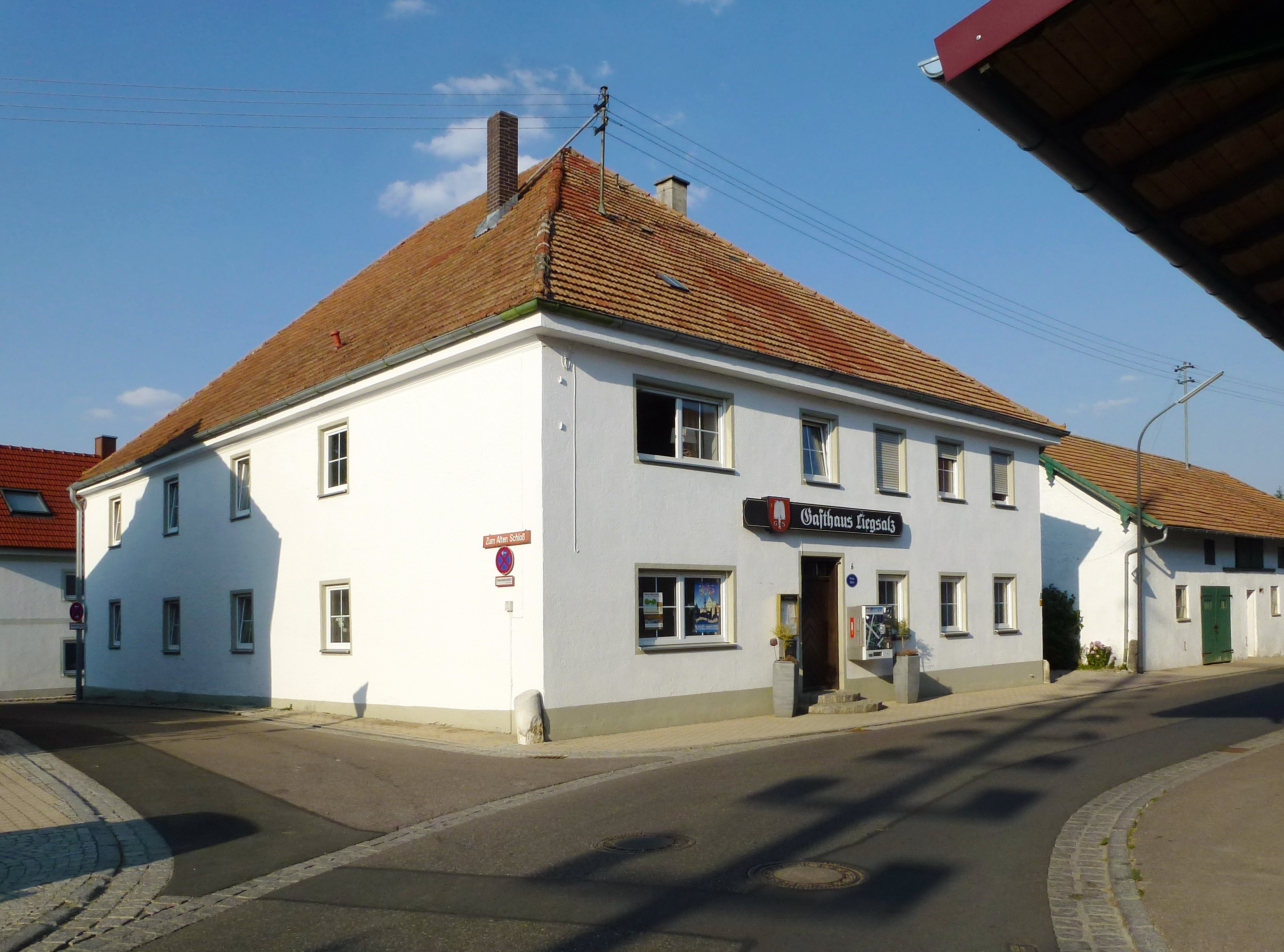
Gasthof mit verbauten Resten des Schlosses

Schloss Pellheim war ein Wasserschloss in Pellheim, einem Gemeindeteil der Großen Kreisstadt Dachau. Das Schloss lag 160 m nordöstlich der Pfarrkirche St. Ursula in Pellheim. Die Anlage wird als Bodendenkmal unter der Aktennummer D-1-7734-0171 als „Burgstall des Mittelalters und der frühen Neuzeit (‚Schloss Pellheim‘)“ geführt.

## Geschichte
Der Ort Pellheim selbst wird im Jahre 807 zum ersten Mal schriftlich nachweisbar in einer Schenkungsurkunde erwähnt. Schloss Pellheim war ein Wasserschloss, das im Besitz der Patrizierfamilien Barth und später der Ligsalz war. 1689 wurde das Schloss durch den Freiherrn Joachim Paul von Milan renoviert. Das Schloss wurde von Michael Wening in seiner „Historico Topographica Descriptio“ Ober- und Niederbayerns dargestellt.

## Beschreibung
Der teilweise Abbruch des Schlosses erfolgte um 1750. Vom Bau aus dem Jahr 1689 bildet das verbliebene Erdgeschoss heute vermutlich einen Teil der Gaststätte Liegsalz in der Dorfstraße 4 bis 6.